# Electronix
 (décembre 2017).
Si vous disposez d'ouvrages ou d'articles de référence ou si vous connaissez des sites web de qualité traitant du thème abordé ici, merci de compléter l'article en donnant les références utiles à sa vérifiabilité et en les liant à la section « Notes et références ».
Electronix était une émission belge diffusée sur la RTBF1 présentée par Philippe Geluck le mercredi après-midi entre janvier et juin 1980 avant le passage de l'émission Feu vert.